# Saint-Christophe-en-Brionnais
Saint-Christophe-en-Brionnais è un comune francese di 504 abitanti situato nel dipartimento della Saona e Loira nella regione della Borgogna-Franca Contea.

## Società

### Evoluzione demografica
Abitanti censiti